# Leistus fulvibarbis
Leistus fulvibarbis é uma espécie de insetos coleópteros pertencente à família Carabidae.
A autoridade científica da espécie é Dejean, tendo sido descrita no ano de 1826.
Trata-se de uma espécie presente no território português.